# In Rainbows
In Rainbows je sedmé album skupiny Radiohead, které bylo vydáno v roce 2007.

## Seznam skladeb
| #  | Píseň                       | Délka | Autoři    |
| -- | --------------------------- | ----- | --------- |
| 01 | "15 Step"                   | 3:57  | Radiohead |
| 02 | "Bodysnatchers"             | 4:02  | Radiohead |
| 03 | "Nude"                      | 4:15  | Radiohead |
| 04 | "Weird Fishes/Arpeggi"      | 5:18  | Radiohead |
| 05 | "All I Need"                | 3:48  | Radiohead |
| 06 | "Faust Arp"                 | 2:09  | Radiohead |
| 07 | "Reckoner"                  | 4:50  | Radiohead |
| 08 | "House of Cards"            | 5:28  | Radiohead |
| 09 | "Jigsaw Falling into Place" | 4:09  | Radiohead |
| 10 | "Videotape"                 | 4:39  | Radiohead |